# 대한민국 제8대 국회의원 선거
대한민국 제8대 국회의원 선거는 4년 임기의 제8대 국회의원을 뽑는 선거로 1971년 5월 25일에 치러졌다. 각 지역구에서 소선거구제를 통한 직접선거로 153명을 선출하였다. 전국구는 51명을 포함하여 대한민국 제8대 국회의원은 모두 204명이다. 입후보 자격을 정당 추천으로 제한하여 무소속은 선출되지 않았다.

## 경과

### 배경
신민당은 당수 유진산이 지역구를 포기하고 전국구 후보로 등록하자 당내에 혼란이 일어났다. 이른바 진산 파동으로 불리는 이 사건은 유진산 대표위원이 자신의 출신 지역구인 서울 영등포구 갑을 포기하고 전국구 1번으로 등록하자, 이에 불만을 품은 당내 소장층과 영등포 갑구 당원 등이 강력하게 반발하여 당수직 사퇴를 요구하는 사태로 벌어졌다. 이후 유진산은 당직을 사퇴하였다.

### 입후보
제8대 총선에서는 제7대 총선보다 지역구 의원정수가 22명, 전국구 7명이 증가하여 지역구 153명과 전국구 51명 등이며, 지역구 입후보자는 577명으로 평균경쟁률 3.8 대 1을 나타냈다.

### 선거결과
선거결과 정당별 당선자는 민주공화당이 의원 정수의 55.4%에 해당하는 113명(지역구 86명, 전국구 27명)으로 과반수를 넘는 의식을 차지하게 되었다. 신민당은 89명(지역구 65명, 전국구 24명)을 당선시켰고, 국민당과 민중당이 지역구에 각각 1명씩 당선되었고, 나머지 2개 정당은 단 1명의 당선자도 내지 못하였다.

### 의미
이번 총선은 국회를 통해 집권세력을 견제해야겠다는 유권자들의 의지가 투표의 결과로 드러났고, 특히 대도시를 중심으로 야당에 대한 지지가 구심점으로 작용함으로써 양당체제로 정치가 단순화되는 선거였다.

## 선거 정보
- 총 유권자 수 : 15,610,258명[1]
- 대통령 : 박정희 (민주공화당)
- 의석 정수 : 204석 (지역구 153석 ＋ 전국구 51석)
- 선거 제도 : 소선거구제 ＋ 비례대표제
- 투표일 : 1971년 5월 25일

## 투표율
- 전국 선거인수 15,610,258명 중 11,430,202명이 투표하여, 투표율은 73.2%를 기록하였다.

|        | 서울   | 부산   | 경기   | 강원   | 충북   | 충남   | 전북   | 전남   | 경북   | 경남   | 제주   |
| ------ | ------ | ------ | ------ | ------ | ------ | ------ | ------ | ------ | ------ | ------ | ------ |
| 투표율 | 59.2 % | 72.1 % | 72.4 % | 78.6 % | 80.2 % | 74.9 % | 76.8 % | 76.7 % | 78.7 % | 79.3 % | 78.4 % |

## 선거 결과
| 정당                     | 정당              | 득표       | 득표  | 득표  | 의석   | 의석 | 의석   | 의석 | 의석 | 의석 |
| 정당                     | 정당              | 득표수     | %     | ±     | 지역구 | ±    | 전국구 | ±    | 합계 | ±    |
| ------------------------ | ----------------- | ---------- | ----- | ----- | ------ | ---- | ------ | ---- | ---- | ---- |
|                          | 민주공화당        | 5,460,581  | 48.77 | –1.85 | 86     | –16  | 27     | ±0   | 113  | –16  |
|                          | 신민당            | 4,969,050  | 44.38 | +5.80 | 65     | +37  | 24     | +7   | 89   | +44  |
|                          | 국민당            | 454,257    | 4.06  | +4.06 | 1      | +1   | 0      | ±0   | 1    | +1   |
|                          | 민중당            | 155,277    | 1.39  | –0.27 | 1      | +1   | 0      | ±0   | 1    | +1   |
|                          | 통일사회당        | 97,398     | 0.87  | –0.10 | 0      | ±0   | 0      | ±0   | 0    | ±0   |
|                          | 대중당            | 59,359     | 0.53  | –1.77 | 0      | –1   | 0      | ±0   | 0    | –1   |
| 기권/무효                | 기권/무효         | 234,280    |       |       |        |      |        |      |      |      |
| 합계                     | 합계              | 11,430,202 | 100   | ±0    | 153    | +22  | 51     | +7   | 204  | +29  |
| 등록유권자/투표율        | 등록유권자/투표율 | 15,610,258 | 73.22 |       |        |      |        |      |      |      |
| 출처: 중앙선거관리위원회 |                   |            |       |       |        |      |        |      |      |      |

### 지역별 지역구 의원 수
| 지역       | 민주공화당 | 신민당 | 국민당 | 민중당 | 합계 |
| ---------- | ---------- | ------ | ------ | ------ | ---- |
| 서울특별시 | 1          | 18     | -      | -      | 19   |
| 부산시     | 2          | 6      | -      | -      | 8    |
| 경기도     | 11         | 4      | -      | 1      | 16   |
| 강원도     | 8          | 1      | -      | -      | 9    |
| 충청북도   | 6          | 2      | -      | -      | 8    |
| 충청남도   | 11         | 4      | -      | -      | 15   |
| 전라북도   | 6          | 6      | -      | -      | 12   |
| 전라남도   | 15         | 7      | -      | -      | 22   |
| 경상북도   | 15         | 8      | 1      | -      | 24   |
| 경상남도   | 9          | 9      | -      | -      | 18   |
| 제주도     | 2          | -      | -      | -      | 2    |
| 합계       | 86         | 65     | 1      | 1      | 153  |

### 정당 득표율
| 정당       | 득표수     | 득표율 | 당선인 |
| ---------- | ---------- | ------ | ------ |
| 민주공화당 | 5,460,581  | 48.8%  | 27     |
| 신민당     | 4,969,050  | 44.4%  | 24     |
| 국민당     | 454,257    | 4.1%   |        |
| 대중당     | 59,359     | 0.5%   |        |
| 민중당     | 155,277    | 1.4%   |        |
| 통일사회당 | 97,398     | 0.9%   |        |
| 총합       | 11,195,922 |        | 51     |

### 전국구 배분
국회의원 선거법에 따라, 지역구 의석이 5석, 득표율이 5% 이상인 민주공화당과 신민당에만 득표율에 따라 각각 27석과 24석이 배분되었다.

## 당선자

### 지역구
민주공화당 
 신민당 
 국민당 
 민중당 

| 시·도      | 선거구 / 당선자  | 선거구 / 당선자      | 선거구 / 당선자      | 선거구 / 당선자 |
| 서울특별시 | 종로구           | 중구                 | 동대문구 갑          | 동대문구 을     |
| ---------- | ---------------- | -------------------- | -------------------- | --------------- |
| 서울특별시 | 권중돈           | 정일형               | 송원영               | 유옥우          |
| 서울특별시 |                  |                      |                      |                 |
| 서울특별시 | 성동구 갑        | 성동구 을            | 성동구 병            | 성북구 갑       |
| 서울특별시 | 양일동           | 홍영기               | 정운갑               | 조윤형          |
| 서울특별시 |                  |                      |                      |                 |
| 서울특별시 | 성북구 을        | 성북구 병            | 서대문구 갑          | 서대문구 을     |
| 서울특별시 | 서범석           | 고흥문               | 김재광               | 김상현          |
| 서울특별시 |                  |                      |                      |                 |
| 서울특별시 | 서대문구 병      | 마포구               | 용산구               | 영등포구 갑     |
| 서울특별시 | 윤제술           | 노승환               | 김원만               | 장덕진          |
| 서울특별시 |                  |                      |                      |                 |
| 서울특별시 | 영등포구 을      | 영등포구 병          | 영등포구 정          |                 |
| 서울특별시 | 김수한           | 박한상               | 윤길중               |                 |
| 서울특별시 |                  |                      |                      |                 |
| 부산시     | 중구             | 영도구               | 서구                 | 동구            |
| 부산시     | 김응주           | 김상진               | 김영삼               | 김승목          |
| 부산시     |                  |                      |                      |                 |
| 부산시     | 부산진구 갑      | 부산진구 을          | 동래구 갑            | 동래구 을       |
| 부산시     | 김임식           | 정해영               | 양찬우               | 이기택          |
| 부산시     |                  |                      |                      |                 |
| 경기도     | 인천시 동구·중구 | 인천시 남구          | 인천시 북구          | 수원시          |
| 경기도     | 유승원           | 김은하               | 김숙현               | 이병희          |
| 경기도     |                  |                      |                      |                 |
| 경기도     | 의정부시·양주군  | 광주군·이천군        | 포천군·가평군·연천군 | 여주군·양평군   |
| 경기도     | 이윤학           | 차지철               | 오치성               | 천명기          |
| 경기도     |                  |                      |                      |                 |
| 경기도     | 용인군·안성군    | 평택군               | 화성군               | 파주군          |
| 경기도     | 서상린           | 최영희               | 김형일               | 박명근          |
| 경기도     |                  |                      |                      |                 |
| 경기도     | 고양군           | 김포군·강화군        | 시흥군               | 부천군·옹진군   |
| 경기도     | 김유탁           | 김재춘               | 이택돈               | 오학진          |
| 경기도     |                  |                      |                      |                 |
| 강원도     | 춘천시·춘성군    | 원주시·원성군        | 강릉시·명주군        | 홍천군·인제군   |
| 강원도     | 홍창섭           | 김용호               | 최돈웅               | 이교선          |
| 강원도     |                  |                      |                      |                 |
| 강원도     | 영월군·정선군    | 철원군·화천군·양구군 | 속초시·양양군·고성군 | 횡성군·평창군   |
| 강원도     | 장승태           | 김재순               | 한병기               | 이우현          |
| 강원도     |                  |                      |                      |                 |
| 강원도     | 삼척군           |                      |                      |                 |
| 강원도     | 김진만           |                      |                      |                 |
| 강원도     |                  |                      |                      |                 |
| 충청북도   | 청주시           | 청원군               | 충주시·중원군        | 옥천군·보은군   |
| 충청북도   | 최병길           | 민기식               | 이택희               | 육인수          |
| 충청북도   |                  |                      |                      |                 |
| 충청북도   | 괴산군           | 영동군               | 진천군·음성군        | 제천군·단양군   |
| 충청북도   | 김원태           | 정구중               | 이정석               | 이해원          |
| 충청북도   |                  |                      |                      |                 |
| 충청남도   | 대전시 갑        | 대전시 을            | 대덕군·연기군        | 공주군          |
| 충청남도   | 박병배           | 김용태               | 김제원               | 이병주          |
| 충청남도   |                  |                      |                      |                 |
| 충청남도   | 논산군           | 부여군               | 서천군               | 보령군          |
| 충청남도   | 김한수           | 김종익               | 이상익               | 최종성          |
| 충청남도   |                  |                      |                      |                 |
| 충청남도   | 청양군·홍성군    | 예산군               | 서산군               | 당진군          |
| 충청남도   | 장영순           | 한건수               | 박승규               | 유제연          |
| 충청남도   |                  |                      |                      |                 |
| 충청남도   | 아산군           | 천안시·천원군        | 금산군               |                 |
| 충청남도   | 김세배           | 김종철               | 박성호               |                 |
| 충청남도   |                  |                      |                      |                 |
| 전라북도   | 전주시           | 군산시·옥구군        | 이리시·익산군        | 완주군          |
| 전라북도   | 이철승           | 강근호               | 김현기               | 유기정          |
| 전라북도   |                  |                      |                      |                 |
| 전라북도   | 진안군           | 장수군·무주군        | 임실군·순창군        | 남원군          |
| 전라북도   | 전휴상           | 길병전               | 이정우               | 양해준          |
| 전라북도   |                  |                      |                      |                 |
| 전라북도   | 정읍군           | 고창군               | 부안군               | 김제군          |
| 전라북도   | 유갑종           | 진의종               | 이병옥               | 장경순          |
| 전라북도   |                  |                      |                      |                 |
| 전라남도   | 광주시 갑        | 광주시 을            | 목포시               | 여수시          |
| 전라남도   | 정성태           | 김녹영               | 김경인               | 김상영          |
| 전라남도   |                  |                      |                      |                 |
| 전라남도   | 여천군           | 순천시·승주군        | 담양군·장성군        | 화순군·곡성군   |
| 전라남도   | 김중태           | 조연하               | 고재필               | 문형태          |
| 전라남도   |                  |                      |                      |                 |
| 전라남도   | 구례군·광양군    | 고흥군               | 보성군               | 장흥군          |
| 전라남도   | 박준호           | 신형식               | 이중재               | 길전식          |
| 전라남도   |                  |                      |                      |                 |
| 전라남도   | 영암군·강진군    | 완도군               | 해남군               | 무안군          |
| 전라남도   | 윤재명           | 정간용               | 임충식               | 임종기          |
| 전라남도   |                  |                      |                      |                 |
| 전라남도   | 신안군           | 나주군               | 광산군               | 영광군          |
| 전라남도   | 정판국           | 나석호               | 오중열               | 박종진          |
| 전라남도   |                  |                      |                      |                 |
| 전라남도   | 함평군           | 진도군               |                      |                 |
| 전라남도   | 윤인식           | 손재형               |                      |                 |
| 전라남도   |                  |                      |                      |                 |
| 경상북도   | 대구시 중구      | 대구시 동구          | 대구시 남구          | 대구시 서구     |
| 경상북도   | 한병채           | 김정두               | 신진욱               | 조일환          |
| 경상북도   |                  |                      |                      |                 |
| 경상북도   | 대구시 북구      | 포항시·울릉군        | 영일군               | 김천시·금릉군   |
| 경상북도   | 강재구           | 김병윤               | 정무식               | 백남억          |
| 경상북도   |                  |                      |                      |                 |
| 경상북도   | 경주시·월성군    | 달성군·고령군        | 군위군·선산군        | 의성군          |
| 경상북도   | 심봉섭           | 김성곤               | 김봉환               | 김상년          |
| 경상북도   |                  |                      |                      |                 |
| 경상북도   | 안동시·안동군    | 청송군·영덕군        | 영양군·울진군        | 영천군          |
| 경상북도   | 박해충           | 문태준               | 오준석               | 정진화          |
| 경상북도   |                  |                      |                      |                 |
| 경상북도   | 경산군           | 청도군               | 성주군·칠곡군        | 상주군          |
| 경상북도   | 이형우           | 박숙현               | 김창환               | 김인            |
| 경상북도   |                  |                      |                      |                 |
| 경상북도   | 문경군           | 예천군               | 영주군               | 봉화군          |
| 경상북도   | 고우진           | 조재봉               | 김창근               | 권성기          |
| 경상북도   |                  |                      |                      |                 |
| 경상남도   | 마산시           | 진주시·진양군        | 충무시·통영군        | 고성군          |
| 경상남도   | 황은환           | 구태회               | 김기섭               | 최재구          |
| 경상남도   |                  |                      |                      |                 |
| 경상남도   | 거제군           | 진해시·창원군        | 삼천포시·사천군      | 하동군          |
| 경상남도   | 이학만           | 황낙주               | 최세경               | 엄기표          |
| 경상남도   |                  |                      |                      |                 |
| 경상남도   | 함안군·의령군    | 창녕군               | 산청군               | 합천군          |
| 경상남도   | 조홍래           | 김이권               | 정우식               | 이상신          |
| 경상남도   |                  |                      |                      |                 |
| 경상남도   | 밀양군           | 양산군·동래군        | 울산시·울주군        | 김해군          |
| 경상남도   | 박일             | 신상우               | 최형우               | 김영병          |
| 경상남도   |                  |                      |                      |                 |
| 경상남도   | 남해군           | 함양군·거창군        |                      |                 |
| 경상남도   | 신동관           | 민병권               |                      |                 |
| 경상남도   |                  |                      |                      |                 |
| 제주도     | 제주시·북제주군  | 남제주군             |                      |                 |
| 제주도     | 홍병철           | 현오봉               |                      |                 |

### 전국구
| #  | 민주공화당 | 신민당 |
| 1  | 김종필     | 유진산 |
| 2  | 정일권     | 김대중 |
| 3  | 백두진     | 홍익표 |
| 4  | 길재호     | 김홍일 |
| 5  | 김형욱     | 김의택 |
| 6  | 권오병     | 유청   |
| 7  | 황종률     | 정헌주 |
| 8  | 이동원     | 이종남 |
| 9  | 이종우     | 이세규 |
| 10 | 유봉영     | 편용호 |
| 11 | 홍승만     | 김준섭 |
| 12 | 모윤숙     | 채문식 |
| 13 | 최용수     | 이상조 |
| 14 | 이해랑     | 신도환 |
| 15 | 강병규     | 김재화 |
| 16 | 강성원     | 김용성 |
| 17 | 문창탁     | 강필선 |
| 18 | 권일       | 오세응 |
| 19 | 김성두     | 유성범 |
| 20 | 신광순     | 정규헌 |
| 21 | 박태원     | 이대우 |
| 22 | 박철       | 오홍석 |
| 23 | 전정구     | 박종율 |
| 24 | 장덕진     | 김윤덕 |
| 25 | 이도선     |        |
| 26 | 김현숙     |        |
| 27 | 편정희     |        |

## 참고 자료
- 국회의원선거법(일부개정 1970.12.22 법률 제2241호)
- 중앙선거관리위원회 역대선거정보시스템 보관됨 2012-09-03 - archive.today